# Денилсон (фудбалер, 1988)
Денилсон Переира Невес (порт. Denílson Pereira Neves; 16. фебруар 1988) бразилски је фудбалер који игра на позицији везног играча.

## Клупска каријера
Рођен је у Сао Паулу где је и играо у омладинској школи, а касније и за сениорски тим. Дана 31. августа 2006. потписао је уговор са Арсеналом у којем је играо пет сезона и за то време постигао 11 голова на 153 утакмице у свим такмичењима. Касније се вратио у матични клуб, а након њега је играо у Ал Вахди, Крузеиру и Ботафогу.

## Успеси

### Клупски
Сао Пауло
- Копа либертадорес: 2005.
- Светско клупско првенство: 2005.
- Јужноамерички куп: 2012.

Арсенал
- Енглески Лига куп: финалиста 2007, 2011.

Ал Вахда
- Лига куп УАЕ: 2016.

### Репрезентативни
Бразил до 17
- Јужноамеричко првенство: 2005.
- Светско првенство до 17 година: финалиста 2005.